# Adobe GoLive
Adobe GoLive was een HTML-editor van Adobe. Het verving Adobe PageMill als Adobes hoofd-HTML-editor. De laatste versie van Adobe GoLive is versie 9 en werd niet geïntegreerd in Adobe Creative Suite 3.
CS2.3 Premium bevat GoLive CS2 en Dreamweaver 8. Terwijl Creative Suite 3 Dreamweaver integreert als een vervanging voor GoLive, heeft Adobe GoLive 9 uitgegeven als een standaloneproduct.
De laatste versie van het programma, GoLive 9, heeft de vernieuwde interface van de CS3-productenreeks meegekregen. Functies zijn nu in overzichtelijke tabbladen aan de rechterzijde van het scherm ingedeeld.
GoLive bood ook uitgebreide ondersteuning voor andere scripttalen zoals PHP. GoLive kent een lijst met praktisch alle PHP-functies, die de gebruiker door de eerste letter(s) van de functie te typen, kan laten aanvullen. Ook wordt de code standaard voorzien van syntaxiskleuring.
Adobe is gestopt met de ontwikkeling en verkoop van GoLive op 28 april 2008.